# Radiewo
Radiewo (bułg. Радиево) – wieś w południowej Bułgarii, w obwodzie Chaskowo, w gminie Dimitrowgrad.
Wieś znajdująca się 7 km od Dimitrowgradu, na granicy gminy Dimitrowgrad.